# Laniše, Kamnik
Laniše je zaselek v Občini Kamnik.
Zaselek Laniše, skupaj z zaselki Tunjice, Tunjiška Mlaka in delom Košiš, sestavlja večjo vas, ki se imenuje Tunjice.

## Zgodovina
Laniše se kot ponemčeni Harlannd v arhivskih zapisih omenja v velesovskem urbarju iz leta 1458, čeprav je zemljišče tam okoli še danes videti neprimerno za gojenje lanu.

## Izvor krajevnega imena
Krajevno ime je izpeljano iz besede lán, ki se je v rednem jezikovnem razvoju razvila iz slovanske besede lьnъ. Laniše je torej prvotno oznaka kraja, kjer raste lan. To razlago potrjuje nemško ime Harland, ki vsebuje staro in narečno nemško občno ime Haar v pomenu lan. 